# Jessica McClure Morales

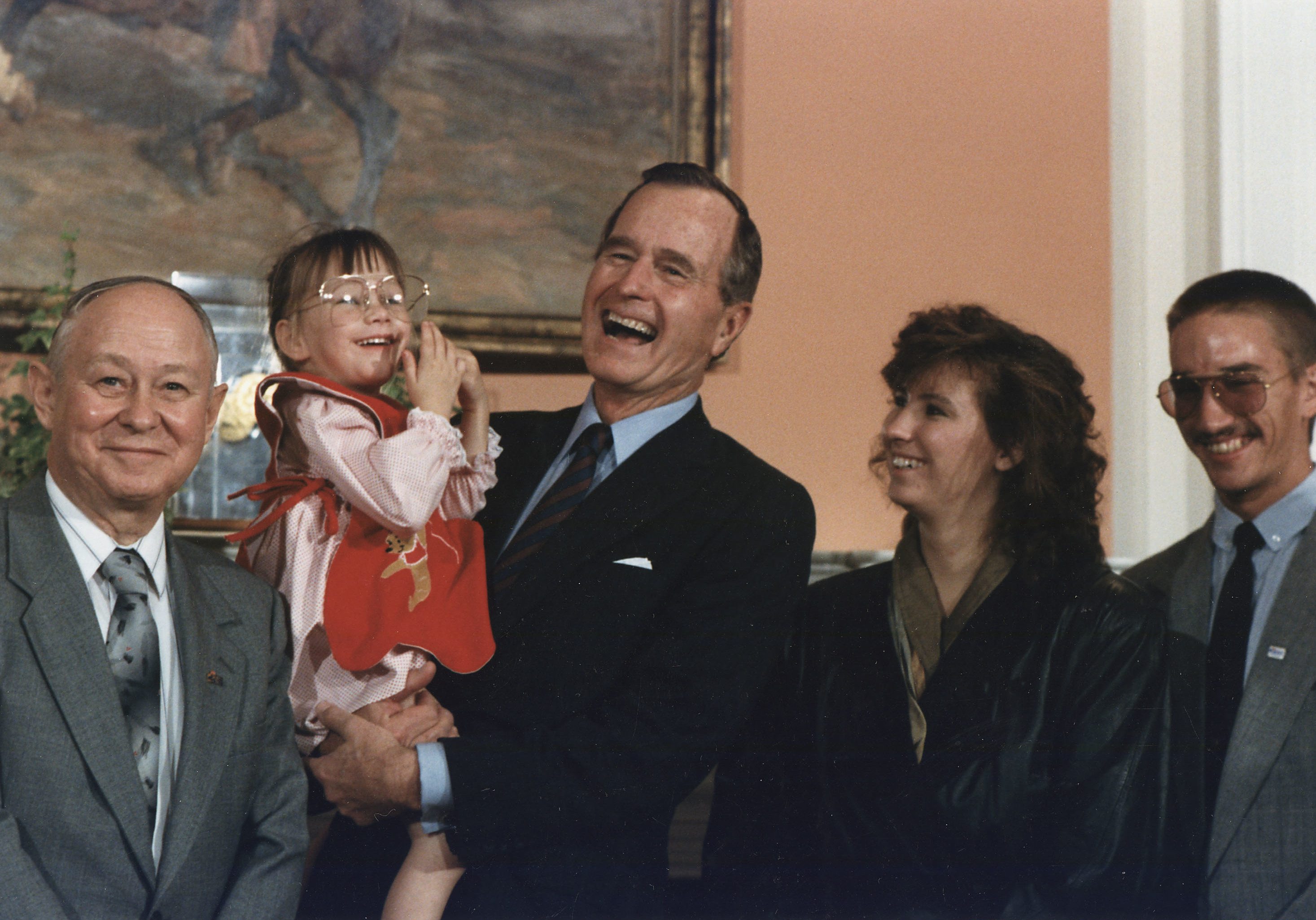
Jossica McClure v náručí amerického prezidenta George H. W. Bushe v Rooseveltově pracovně v Bílém domě 19. července 1989

Jessica McClure Morales (* 26. března 1986 Midland, Texas) se proslavila ve věku svých 18 měsíců po pádu do studny v zahradě její tety v Midlandu v Texasu dne 14. října 1987. Od toho dne pracovali záchranáři 58 hodin v kuse, aby ji vysvobodili z 20 cm širokého potrubí v hloubce 6,7 m pod zemí. Příběh získal celosvětovou pozornost. Během záchranné akce byla použita nová technologie řezání vodním paprskem.

## Ohlas
- V roce 1989 byl stanicí ABC natočen film Dítě všech aneb Záchrana Jessiky McClureové.
- Scott Shaw, který vyfotografoval moment, kdy byla Jessica vytažena z potrubí ven, získal v roce 1988 Pulitzer Prize for Breaking News Photography.